# Ilja Goleniszczew-Kutuzow
Ilja Nikołajewicz Goleniszczew-Kutuzow (ros. Илья Николаевич Голенищев-Кутузов) - (ur. 25 kwietnia 1904 w Natalinie  – zm. 26 kwietnia 1969 w Moskwie), rosyjski badacz literatury słowiańskiej i romańskiej, slawista i tłumacz. W latach 1921–1955 na emigracji, m.in. w Jugosławii. Był autorem wielu prac o literaturach romańskich oraz o literaturze i kulturalnych powiązaniach wschodniej i zachodniej Europy. 
Najbardziej znane prace Goleniszczewa-Kutuzowa to:
- Odrodzenie włoskie a literatury słowiańskie wieku XV i XVI (1963, wyd. pol. 1970)
- Gumanizm u wostocznych sławian. Ukraina i Biełorussija(1963)
- Sławianskije literatury. Statji i issledowanija (1973)